# 石盤溪
石盤溪，又名大石盤溪（或作太石盤溪、大石磐溪），亦稱苦苓溪，為臺灣西南部之縣市管河川，幹流長度4.00公里，流域面積6.08平方公里，分佈於屏東縣枋山鄉、獅子鄉。主流發源於獅子鄉竹坑村龍山西側，向西流入南北狹長的枋山鄉，旋即於屏鵝公路第385號橋西側注入臺灣海峽。